# Görög gyarmatosítás
A görög gyarmatosítás során a görög poliszok és a hellén nyelvű népek a Balkán-félszigeten kívül, a Földközi-tenger és melléktengerei partján hoztak létre önálló településeket. Fő időszaka a Kr. e. 8-6. századra esett, és elsősorban Dél-Itáliában, a Márvány-tenger és a Fekete-tenger partjain alapították ezeket a gyarmatokat. Hatására fellendült a görög gazdaság és a kultúra, amit a Mediterráneum távolabbi területeire is eljuttatott a megélénkülő kereskedelem. A görög gyarmatalapító mozgalom oka elsősorban abban rejlett, hogy az anyavárosok a termelés adott színvonalán túlnépesedtek, és a vállalkozó szelleműek csoportjai útra keltek új települési területet, megélhetést keresni.

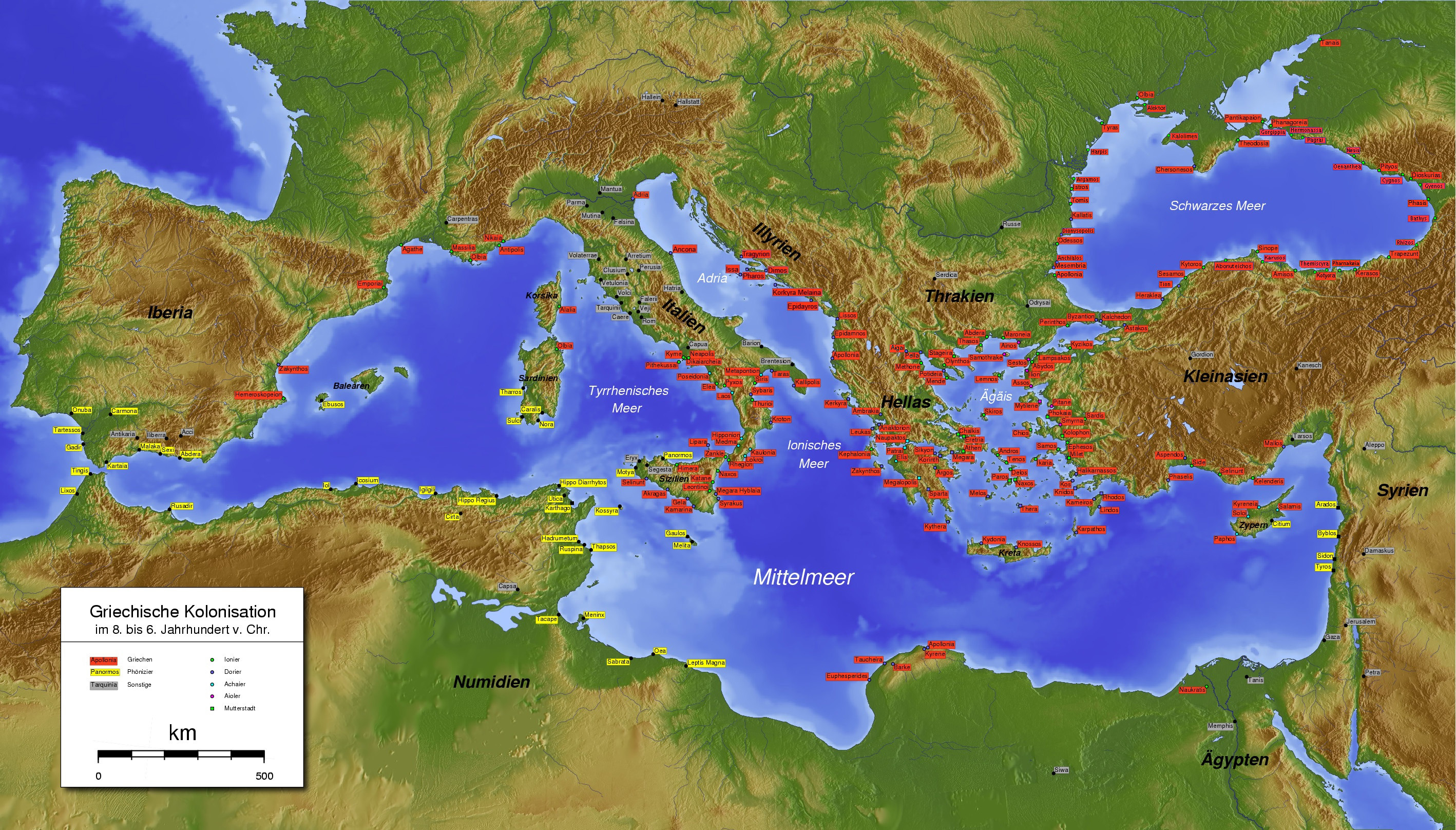
Görög városok és kolóniák elhelyezkedése

## Korai gyarmatosítás

### Mükénéi betelepülők Cipruson
Az i. e. 12. században, a mükénéi kultúra hanyatlásának kezdetének idején két hullámban érkeztek telepesek Küproszra. Később a partvidékről a hegyekbe húzódtak, helyet adva az utánuk érkező görög csoportoknak.

### Az Égei-tenger keleti partvidékének gyarmatosítása
A sötét századok alatt, valószínűleg a dórok nyomására vándoroltak aiolok az Égei-tenger kis-ázsiai partvidékének északi szakaszára, és alapítottak ott településeket. Az aiol kolóniák létesültek Leszbosz szigetén és a szárazföldön a Dardanelláktól Szmürna és Khiosz vonaláig. A terület legfontosabb városa Kümé volt.
A terület déli részeiről (Khiosz szigetéről és Szmürna városából is) később (legkésőbb a Kr. e. 9. század végéig) kiszorították őket a később érkező iónok, akik Szamosz szigetén, a Szporádok szigetein és a velük szemben fekvő kis-ázsiai parton telepedtek meg. A területen korábban már éltek mükénéiek, azonban azt az iónok érkezése előtt elhagyták. Ebben a korszakban alapították Ephesost és Kolophónt, ekkor alapították újra Milétosz városát, amely jelentős szerepet játszott a későbbi görög expanzióban. Bár Thuküdidész művében azt írta, hogy a városokat athéniak alapították, ez valószínűleg csak részben lehetett igaz.
Ióniától délre és a déli szigetvilágban (többek között Kréta, Mélosz, Théra, Kósz, és Rodosz szigetén) a dórok foglaltak területeket, megalapították Rodoszon Ialüszoszt, Kamiroszt és Lindoszt, Kósz és Knidosz városát, és talán Halikarnasszosz alapítása is az ő nevükhöz fűződik.
A kis-ázsiai görög államok városszövetségekbe tömörültek, melyek egy-egy szentély tisztelete köré szerveződtek, és határaik egybeestek a törzsi határokkal. Ez alapján alakult ki Aeolisz 11 városból álló, Iónia 12 tagú és Doria kezdetben 6 tagú, később 5-re olvadó szövetsége.

## A görög expanzió korszaka

### Okok
Az ókori Hellas területén, a Kr. e. 11. században tapasztalható demográfiai visszaesés után robbanásszerűen megnőtt a népességszám mind Anthony Snodgrass régészprofesszor 1970-es és 1980-as években végzett kutatásai szerint, mind az ókori forrásoknak (Homérosz) megfelelően. Ha forrásokat tekintjük, Homérosz Iliaszának egy kommentárja őrizte meg az eposz előzményeit, a trójai háború kitörésének okát elbeszélő Kypria egy rövid töredékét, amely feltehetőleg a Kr. e. 7. században keletkezett. A források tanúsága szerint tehát a görögök tudatában voltak a túlnépesedésnek.
A régészeti kutatások a régészeti lelőhelyek (sírok, települések) számának robbanásszerű növekedését mutatták ki, így következtetni lehetett a lakosság számának növekedésére is. A kutatók a népességszám növekedésének okait a pásztorkodásról a földművelésre való áttérésben látták, melynek során az élelemtermelés intenzívebbé vált. Ezzel párhuzamosan az elszórtan, kis településeken élő népesség nagyobb településekre költözött össze, de e településekről újabb és újabb hullámokban, mintegy "belső gyarmatosításként" betelepítette a sötét korban feladott területeket.
Mivel a Balkán-félsziget nagy része hegyes-hágós vidék, így a legtöbb polisznak nem volt megfelelő megművelhető területe. Ez a terep ugyanis a zöldségtermelésre, szőlőtermesztésre és olajbogyó termesztésére volt alkalmas, csak nagyon rossz minőségű és kevés gabonát hozott. Így a túlnépesedés mellett az élelmiszerhiánnyal is küzdöttek a poliszok.
Bár a mükénéi korban élénk tengeri kereskedelem a sötét kor századaiban nagyon erősen visszaszorult, teljesen valószínűleg sohasem szűnt meg. Valószínűleg ezek a kereskedők hozták az első híreket a letelepedésre alkalmas vidékekről, azonban lehetséges az is, hogy szájhagyomány útján fennmaradtak a bronzkori hajóutak emlékei is.
A túlnépesedés levezetésén túl kereskedelmi érdekeket is szolgáltak az alapítások, a Kr. e. 8. századra megélénkülő hajózás egyre fontosabb szerepet töltött be a tengerparti poliszok életében.
Szerepet játszottak ezen kívül egyéb gazdasági hatások (például aszályok) és belső politikai ellentétek is.

### A terjeszkedés kezdetei
A görög kereskedelmi expanzió a Kr. e. 9. század végén az euboiai hajósok vezetésével indult meg. Már Kr. e. 800 előtt kereskedelmi állomást létesítettek al-Minában, a szíriai Orontész folyó torkolatánál, Kr. e. 760 körül pedig a Nápolyi-öbölben, Iskhia szigetén alapították meg Pithékusszai városát. Ezek a telepek a helyi (föníciai illetve dél-itáliai) kereskedelem figyelemmel kísérését szolgálták. A 8. század végére az euboiaiak elveszítették előnyüket, helyüket a kereskedelemben átvették a korinthosziak. Ennek egyik oka kétségtelenül az volt, hogy Euboia két legfontosabb polisza, Khalkisz és Eretria háborút vívott egymással a köztük húzódó termékeny Lélantosz-síkság birtoklásáért.

## A görög expanzió kiterjedése
A görög gyarmatosítás fő területei az i. e. 8–6. században a Fekete- és Márvány-tenger partjai, Dél-Itália és Szicília, Kilikia és Ciprus voltak, emellett számos várost alapítottak hellén telepesek Észak-Afrika, Dél-Franciaország és Ibéria partjainál, valamint megjelentek Szardínián és Korzikán is.
Az i. e. 8. században indult el az úgynevezett „görög gyarmatosítás” szorosan vett folyamata is. Sorra alakultak görög kolóniák, a „gyarmatvárosok” szerte a Földközi-tenger medencéjében. Az egész tulajdonképpen a kisparaszti birtokok felaprózódására, illetve az adósrabszolgaság intézményére vezethető vissza. A poliszokban arisztokrácia az uzsorás szerepét kapta meg, hiszen csak nekik volt megfelelő tőkéjük a hitelezéshez. A paraszti kisbirtok semmilyen módon nem állhatta a versenyt, a legtöbb kisbirtokos paraszt anyagi függésbe került. Az adóst pedig, ha nem tartotta a vállalt, vagy kiszabott határidőt, nemcsak földönfutóvá tették hitelezői, de polgárjogát is elvesztette. A jog és megélhetés nélküliek tömegesen vándoroltak ki. Csak néhány hajót kellett alájuk adni, vagy száműzni néhány gazdagabb embert, aki állta a hajóút költségeit, s a telepesek indulhattak is. Nemcsak be nem telepített földeken, de akárhol alapítottak új városokat, még Egyiptomban is.
A korai görög gyarmatosítás folyamata az i. e. 7. századra a mediterráneumban erős hellenizációt okozott, mely nem azonos a „hellenizmus” korának kulturális jellegeivel. A görögség ez időben hasonló diaszpórákat alkotott, mint korábban az asszírok, később pedig a zsidók. Ámde míg az egyéb diaszpórákhoz hasonlóan a környező kultúrák elemei nem, vagy ritkán és kis mértékben épültek be a görög kolóniák életébe, a környező területek rengeteg görög elemet vettek át. Ebben különbözik a hellenizmus teljes kultúracseréjétől és -összeolvadásától, s egyben az egész folyamatot ez teszi hasonlóvá Róma gyarmatosításának következményeihez, melyben a korai, köztársaság-kori hódítmányok szinte teljesen Rómához asszimilálódtak, míg a későbbi, császárkori terület-szerzeményekben – azaz a romanizáció korában – már legfeljebb kulturális összeolvadás következett be. A korai görög gyarmatosítás következményei Egyiptomban és az etruszk-latin területeken váltak a leglátványosabbá, hatásai végig követhetők az ókor folyamán, illetve Róma révén a középkor meghatározója is lett – legalábbis a reneszánsz után, amikor újra fel kellett fedezni a görög-római kultúrát.
A görög kultúra exportja először szinte mindenhol a képzőművészetek terén jelentkezett, úgy a szobrászatban, mint a grafikus ábrázolási módokban. Ezenkívül a görög mintájú természeti istenek kultuszai terjedtek – hol egybeolvadva a régiekkel (Egyiptomban, ahol a szinkretizmusnak amúgy is évezredes hagyományai voltak), hol szinte változatlanul átvéve azokat (etruszkok, akiknek korai vallását csak a rómaiban fellelhető hatások alapján körvonalazhatjuk, de feltehető, hogy a görög kultúraexport előtt nem léptek túl az úgynevezett „polidémonizmuson”). Egyiptomban sajátos, csak erre a területre jellemző kultuszok alakultak ki, melyek a helyi totemisztikus eredetű, illetve fétis-jellegű istenségek kultuszainak részleges megváltozásával járt. Ilyenek például Szerápisz, Mnevisz és Ápisz, melyek valamennyien termékenységgel kapcsolatosak. Egyiptom az egyik első olyan terület, ahol a görögök is átvettek bizonyos vallási elemeket, mint például Harpokratész, a gyógyító, és Ízisz, az anyaistennő. A Közel-Keleten és Kisázsiában valamennyi egyiptomi-görög szinkretista isten rendkívüli népszerűségnek örvendett, és nagy szerepük volt további kultuszok beolvasztásában, melyekből végül is a misztériumvallások nőtték ki magukat. A hellenisztikus misztérium-vallások tulajdonképpen a korai görög gyarmatosítás egyenes következményei (Adonisz, Kübelé, Mithrász stb.), de ezekhez több évszázad szükségeltetett.
A korai görög gyarmatosítás sehol sem hozott nagy kiterjedésű politikai hegemóniát, azaz jelentős terület-szerzést. Az államisággal még nem rendelkező helyeken az anyavárosokhoz hasonló önálló poliszok jöttek létre, városállamok sorozata, melyek azonban nem ismerték el az anyaváros főségét, de helyi államokat sem alakítottak ki. A dél-itáliai, fekete-tengeri és észak-afrikai görög kolóniák ugyanolyan jellegűek voltak, mint balkáni rokonaik. Az egyes birodalmakban – mint például Egyiptomban – létesülő görög diaszpórák mindig valamilyen engedély birtokában alakultak, ami egyben a város politikai önállóságának feladását is jelentette.

### A Márvány- és a Fekete-tenger vidéke

Fontosabb görög gyarmatok a térségben a Kr. e. 6. század végére

Az Égei-tenger északi-keleti partjainál nyílik a Hellészpontosz, amely már a Homérosz által megénekelt korban is fontos kereskedelmi útvonal volt, megélhetést biztosított Trója városának. A 8. században a Propontisz (Márvány-tenger) partján új városok sorát alapították Aiolisz városai, valamint a szintén jelentős szerepet játszó Milétosz és Megara. A különböző alapítású települések földrajzilag is elkülönültek. Az aeoliai alapítások mindkét parton a Hellészpontosz közelében, a megarai kolóniák (Asztakosz, Khalkédón, Szelümbria és Büzantion) a Boszporusz környékén, a milétosziak (mint Küzikosz, Parion és Abüdosz) pedig a Márvány-tenger déli partján, a két szoros között tömörültek. Az alapítási dátumok tekintetében kevés a biztos támpont, az aiol kolóniák esetében Boardman, Geoffrey és Hammond szerint a trójai VIII. réteg archeológiai korbecsléséből lehet kiindulni, ami alapján az aiol újraalapítás 8. század elején mehetett végbe. Az első megarai telepesek a 8. század végén érkezhettek, a milétosziak fő hulláma valamivel utánuk. Kr. e. 700 körül már az új gyarmatok között is akadt városalapító.
Bár a terület földrajzi fekvése alapján ideális terep lehetett volna a gyarmatosításra, a kolonizáció elég vontatottan haladt. Ennek oka részben a helyi lakosság ellenállásában és 7. század folyamán északról érkező kimmerek és trérek támadásaiban keresendők. Különösen igaz ez az európai parti települések esetében. A megaraiak például feltehetőleg a trákoktól való félelmükben alapították meg előbb Khalkédón, majd csak évek múlva, erőgyűjtés után vállalkoztak a sokkal kedvezőbb helyen fekvő Büzantion megalapítására.
A 7. század végén megjelentek a térségben a számosziak (először Perinthoszban, Kr. e. 602 körül), majd az athéniak is.
A Boszporuszon túli tenger, a Pontosz Euxinosz a 7. században vált a gyarmatosítás színterévé, először a milétosziak hatoltak be sikeresen erre a területre. Kr. e. 630 körül megalapították Szinopét. Az összes Kr. e. 560 előtti Fekete-tenger parti gyarmatot a milétosziak alapították, és Kr. e. 500-ig csupán három bizonyosan nem milétoszi alapítású városról tudunk: Herakleia (megarai alapítás), Phanagoria (Kr. e. 545-ben alapították a perzsa hatalom elől menekülő teószi lakosok) és Meszembria (megarai alapítás Kr. e. 510-ből). Ugyanakkor 560 után egyetlen biztosan milétoszi alapítás sem ismert. Ebből arra következtethetünk, hogy egyrészt 560 előtt valamiféle kizárólagosságot élvezhettek a Pontosz Euxinosz gyarmatosításában (talán a megaraiak boszporuszi kolóniájával együttműködve), utána azonban felhagytak a gyarmatosítással. A milétoszi gyarmatosítók főleg a nyugati és az északi partra koncentráltak, azonban a keleti és a déli szakaszokon is alapítottak kolóniákat. Milétoszi alapításúak voltak többek között:
- Istria
- a Fekete-tenger parti Olbia
- Pantikapaion
- Phászisz
- Szinopé
- Trapezunt (Trabzon)

### Szicília és Dél-Itália – Magna Graecia

Görög kolóniák Magna Graeciában nyelvjárások szerint
É-NY-i görög
akháj
dór
ión

Szicilia és Dél-Itália gyarmatosítása a 8. század közepe táján vette kezdetét. Az első szicíliai görög várost, Naxoszt euboiai iónok valószínűleg a hellászbeli naxosziakkal együtt alapították i. e. 734-ben az Etna alatt. A szicíliai Katané, Leontinoi, Zanklé (a mai Messina), Himera, továbbá a dél-itáliai szárazföld nyugati partjainál először a mai Ischia szigeten Pithékusszai, majd Kümé, Rhegion, Dikaiarchia (Puteoli) és Neapolisz (utóbbi Kümé már alapítása) gyarmatai is a iónok vállalkozásaihoz köthetők, egyik-másikuk megalapítása megelőzhette Naxoszét. A legészakibb város, Kümé alapításában Hóman Bálint szerint „tanagravidéki graosok is részt vettek, még pedig valószinűleg nagy számmal”. Szerinte ennek a következménye, hogy a rómaiak a helleneket a graosok nevét továbbképezve, graicusoknak, græcusoknak nevezték el.
A iónok mellett hamar megjelentek a dórok is. Megarai telepesek kezdtek új életet a sziciliai Megara Hüblaiában, s ennek telepesei alapítják később Szelinoszt, amelynek templom-maradványai ma az antik építészeti emlékek egyik leghatalmasabb rom-mezejét alkotják. Szürakuszai, a görög Szicília egyik legfontosabb városának alapítása (i. e. 733) korinthoszi telepesek nevéhez köthető, akik emellett Kerküra szigetét (Korfut) és az acharnaniai–epeirosi partvidéket is érdekkörükbe vonták. Rhodosi dórok alapították Gelát, a gelaiaiak Akragaszt (Agrigentumot). A dél-itáliai Tarasz (Tarentum) volt a spártaiak egyetlen gyarmata.
A gyarmatosításban élen járó két görög törzs, a iónok és a dórok közötti ellentét sokszor felszínre tört a görög gyarmatok háborúskodásaiban. Dél-Itáliában rajtuk kívül az akhájok is kolóniákat hoztak létre, ők alapították Krotón és Metapontion elsősorban földművelő gyarmatai mellett a gyorsan a térség vezető hatalmává fejlődő Szübariszt, mely azonban később a Krotónnal vívott háborúban elpusztult. A templomairól máig híres Poszeidónia Szübariszból kiszorult troizénieknek köszönhette keletkezését vagy legalábbis görög gyarmatvárossá való alakulását.
A görög gyarmatosítás más területeivel szemben Dél-Itáliában és Szicílián a görög hatás nem korlátozódott a tengerpartra, hanem a kolóniák a szárazföldre is kiterjesztették befolyásukat. A helyi lakosságra is olyannyira rányomta bélyegét a görög kultúra, hogy a rómaiak a területnek a Magna Graecia (Nagy Görögország) nevet adták.

### Alapítások
- anyaváros vallási szertartásai szerint
- de önálló, lakói nem az anyaváros, hanem ez új város polgárai lettek
- vallási, politikai intézményei az anyaváros hasonló intézményeinek mintájára alakultak meg

A két legjelentősebb polisz, Spárta és Athén mindössze egy illetve három gyarmatvárost hozott létre, csupán politikai okokból. Oka az, hogy mindkét polisznak elegendő megművelhető terület állt rendelkezésére, így nem volt nagy túlnépesedés vagy élelmiszerhiány.
| Név                    | Alapítás         | Elhelyezkedés             | Anyaváros  |
| ---------------------- | ---------------- | ------------------------- | ---------- |
| Trapezunt (Trabzon)    | Kr. e. 756 körül | Fekete-tenger partvidéke  | Milétosz   |
| Kümé (Cumae)           | Kr. e. 700 körül | Dél-Itália                | Eretria    |
| Szürakuszai (Siracusa) | Kr. e. 734 körül | Szicília                  | Korinthosz |
| Tarasz (Taranto)       | Kr. e. 706       | Dél-Itália                | Spárta     |
| Khalkédón              | Kr. e. 685       | Márvány-tenger partvidéke | Megara     |
| Büzantion (Isztambul)  | Kr. e. 660 körül | Márvány-tenger partvidéke | Megara     |
| Olbia                  | Kr. e. 647 körül | Fekete-tenger partvidéke  | Milétosz   |
| Küréné                 | Kr. e. 630 körül | Észak-Afrika              | Théra      |
| Masszalia (Marseille)  | Kr. e. 600 körül | Dél-Franciaország         | Phókaia    |
| Odésszosz (Várna)      | Kr. e. 585/570   | Fekete-tenger partvidéke  | Milétosz   |
| Neapolisz (Nápoly)     | Kr. e. 470 körül | Dél-Itália                | Kümé       |

## A gyarmatosítás hatásai

### Gazdasági változások

#### A földközi-tengeri kereskedelem fellendülése
A mükénéi korszak útvonalai mellett újabbakat is felfedeztek a görögök, egyrészt északkelet, a Fekete-tenger irányában, másrészt Délnyugat-Európa partjai felé. Kr. e. 630 körül a szamoszi Kólaiosz felfedezte a (föníciaiak által már régebben ismert) gazdag tartésszoszi ezüstlelőhelyeket.

#### A pénz megjelenése
Megjelent Görögországban a pénzgazdálkodás is. Bár Hérodotosz megemlíti az arany-és ezüstrudak használatát fizetőeszközként, a vert pénz megjelenése Hellászban a 7. század végére vagy a 6. századra tehető. Az első görög pénzt a kis-ázsiai iónok és a lüdök bocsátották ki Kr. e. 625-ben, a kibocsátás pontos helyét azonban nem ismerjük. Ezen érmék különböző alakúak, simák vagy domborművel díszítettek voltak, de mind egy adott súly valamely törtrészét nyomták, ezen alapult a rendszer. Arany és ezüst ötvözetéből készültek, és talán az öntöde képességeinek hiányosságából fakadóan, akár szándékosan, de az ötvözők aránya eltérő volt a különböző érmékben. Ebből következően az értékük is különbözött. Ezen érmék közül a legkisebb is komoly vásárlóerőt képviselt. Bár Szardeiszben Kr. e. 570 előtti finomító nyomaira nem bukkantak, a lüdök már korábban kétezer sztatért adtak Alkaiosznak, feltehetően katonai vállalkozásra.
Kr. e. 600 és 540 között Ioniában számos város veretett pénzt elektronfémből, egy részük a lüd súlymérték szerint, mások ettől eltérő rendszerben, a pénzváltás azonban sehol nem jelentett problémát. Ezen veretek egyikéből származhattak azok az epheszoszi Artemisz-templom feltárásán előkerült érmék is, melyeket sokáig a 7. század elejére kelteztek. A pénzérmék egyik oldalára általában állatfigurát vertek, a másik oldalát négyzet vagy téglalap, a pénzverőmester által használt véső végének lenyomata díszítette. A pénzverdék közül a 6. század végére kiemelkedett Küzikosz, és érméi kiszorították a többi városét a térségbeli kereskedelemből.
Az anyaország elsőként Aiginában vertek ezüstpénzt Kr. e. 540 körül, ezt követte Korinthosz, Athén és a Kükládok néhány szigete. Vertek pénzt a makedón törzsek és az északi görögök is, ezüstérméik közül többet Egyiptomban és a Közel-Keleten találtak meg. Több érmén vágás látható, amely valószínűleg az ezüsttartalom ellenőrzésére utal. Hellászban ez ritkán fordul elő, valószínűleg névértéken használták a pénzt. Ezeken a területen kizárólag az ezüstpénz terjedt el, eltekintve az Argoszban és Arkádiában a vasnyársakat felváltó vas- majd a jóval későbbi bronzpénzektől.
A nyugati görög kolóniák sem maradtak le a pénzverés bevezetésében, elsőként valószínűleg Szübriszben vertek pénzt Kr. e. 540 táján. Az itteni pénzrendszer általában hasonlított az anyaországbelire, bár a pénzverés technikája a 6. században eltérő volt.
A pénzverés megindulása nem jelentette azonban a pénzgazdálkodás gyors, széles körű elterjedését, a Boszporuszt ellenőrző Büzantionban például az 5. század végéig pénz nélkül gazdálkodott.

### Kulturális változások

#### Az írásbeliség elterjedése
A közel-keleti kapcsolatok felelevenedésével a görög kereskedők ismét találkoztak írásbeliséggel, és a sötét kor után a 8. századtól lassan ismét elkezdték használni az írást. A legkorábbi írásos emlék egy Iszkhiából származó cseréptöredék, amely Kr. e. 760 körül készülhetett. Az első feliratok között főként az "X tulajdona vagyok" formula található meg nagyobb számban, a század végéről azonban már verssorokat is karcoltak az edényekbe (mint a 720 körüli iszkhiai vagy a valamivel korábbi attikai lelteken). Az ebből a korból előkerült szövegekben főként istenekhez intézett fogadalmakat, törvényeket, alkotói kézjegyeket és sírfeliratokat találunk.
A korai leletekből csak kőbe, cserépbe vagy fémbe írott szövegek kerültek elő. Mivel a romlandó anyagokra (fa, papirusz, viasz) rögzített írásoknak nem maradt régészeti nyoma, nehéz kideríteni, mikorra alakult ki a folyóírás, amely a nedves anyagok, toll és tinta használatához köthető, ez azonban valószínűleg lassú folyamat volt. Mindazonáltal a Kr. e. 7. századi költők már kétségtelenül írásban rögzítették műveiket.
Az ábécé a föníciai ábécé átvételével és módosításával alakult ki. Fontos újítás, hogy a magánhangzók jelölésére felhasználták a görög nyelvben nem használt mássalhangzókat jelölő föníciai írásjeleket. Az, hogy az összes korai görög ábécé – a mássalhangzók eltérő írásmódja ellenére – ugyanazokat a betűket és ugyanolyan kiosztással használta erre a célra, arra enged következtetni, hogy talán egy emberhez köthető az ábécé átvétele; a változatok pedig az eltérő helyi fejlődés eredményei.
Bár később Hellászban a ión írásmód vált elfogadottá, a gyarmatosítás korai szakaszában még korántsem volt egyértelmű a dominanciája. Ezt jelzi az is, hogy az etruszkok (majd tőlük a rómaiak) az euboiai G, D, R és S jeleket vették át, és nem a ión Γ, Δ, Ρ és Σ betűket.
Az írás megjelenését követően még sokáig nem volt általános annak használata.

#### A művészetek fejlődése
Részben keleti hatásra a 8. század végén és a 7. században jelentősen átalakultak a görög ábrázolások. A festőművészetben elkezdtek elbeszélő jeleneteket ábrázolni és megjelentek az életnagyságú kőszobrok. Az témák köre bővült, az ábrázolásokban és a költészetben egyaránt. Megjelentek a keleti mitológiákból vett motívumok, a palmetta-, lótusz- és papiruszminták, az életfa-ábrázolások. Az ember- és állatábrázolások eközben életszerűbbek lettek.
Különösen erőteljes a keleti hatás az elefántcsont-faragásban, amely a hellén anyaországban nem, inkább Szamoszon és Ioniában játszott jelentős szerepet a díszítésekben.

#### Vallás és mitológia
A keleti hatások már korán kimutathatók a görög vallásban, és sokszor nehezen dönthető el, hogy egy-egy motívum a gyarmatosítás korában vagy már korábban, a bronzkor végén átkerült Hellászba. Vitatott többek között Apollón megjelenésének ideje is.

### Társadalmi változások
A 7. és a 6. században a görög poliszokban elterjedt a korábbi arisztokrata vezetésre alapuló államot felváltó türannisz. A gyarmatosítás hatása létrejöttében vitatható, hiszen az első türannoszok között számon tartott Pheidón Argoszban uralkodott, amely Athénhoz hasonlóan (ahol szintén kialakult a türannisz rendszere) nem szorult rá, így aktívan nem is vett részt a gyarmatosításban. Mindenképpen hozzájárult azonban a központi hatalom megerősödéséhez az összes városban az írás megjelenése, mely lehetővé tette a törvények írásba foglalását. A jogszabályok rögzítése egyszerre növelte a gyengébb rétegek jogbiztonságát és száműzte a misztikus elemeket a döntésekből. Ilyen törvénykönyvek jelentek meg a 7. században Krétán, és a beszámolók szerint Athénban (Drakón törvényei), Lokroiban és Rhégionban. A törvények fontos pontja volt, hogy lehetővé tették a polgárok földbirtokhoz jutását.

### Hadviselés
A 8. század végén jelenik meg először a hoplitákra jellemző páncélzat, ekkor még a falanx harcmodorra utaló adatunk nincs.
- hoplita gyalogos harcmodor
- lovasság (arisztokrácia) háttérbe szorulása

## Kapcsolódó szócikk
- Gyarmat (terület)